# Лінден (Вісконсин)
Лінден (англ. Linden) — селище (англ. village) в США, в окрузі Айова штату Вісконсин. Населення — 504 особи (2020).

## Географія
Лінден розташований за координатами 42°55′7″ пн. ш. 90°16′27″ зх. д. / 42.91861° пн. ш. 90.27417° зх. д. (42.918501, -90.274171).  За даними Бюро перепису населення США в 2010 році селище мало площу 2,01 км², уся площа — суходіл.

## Демографія
Згідно з переписом 2010 року, у селищі мешкало 549 осіб у 214 домогосподарствах у складі 135 родин. Густота населення становила 273 особи/км².  Було 233 помешкання (116/км²).
Расовий склад населення:
| - 97,6 % — білих - 0,5 % — чорних або афроамериканців - 0,2 % — корінних американців |

До двох чи більше рас належало 0,9 %. Частка іспаномовних становила 1,1 % від усіх жителів.
За віковим діапазоном населення розподілялося таким чином: 29,0 % — особи молодші 18 років, 60,4 % — особи у віці 18—64 років, 10,6 % — особи у віці 65 років та старші. Медіана віку мешканця становила 36,4 року. На 100 осіб жіночої статі у селищі припадало 95,4 чоловіків;  на 100 жінок у віці від 18 років та старших — 97,0 чоловіків також старших 18 років.
Середній дохід на одне домашнє господарство  становив 51 917 доларів США (медіана — 40 000), а середній дохід на одну сім'ю — 63 214 долари (медіана — 51 786). Медіана доходів становила 46 250 доларів для чоловіків та 28 750 доларів для жінок. За межею бідності перебувало 21,6 % осіб, у тому числі 31,4 % дітей у віці до 18 років та 15,9 % осіб у віці 65 років та старших.
Цивільне працевлаштоване населення становило 260 осіб. Основні галузі зайнятості: виробництво — 23,1 %, освіта, охорона здоров'я та соціальна допомога — 20,0 %, роздрібна торгівля — 19,6 %.